# I2テクノロジーズ
i2 Technologies（アイツー・テクノロジーズ）は、アメリカテキサス州ダラスに本拠を置く、サプライチェーン・マネジメントのリーディングソリューションプロバイダーである。日本法人は恵比寿ガーデンプレイスに所在した。

## 歴史
i2テクノロジーズは、テキサス・インスツルメンツに勤務していたサンジブ・シドゥとケン・シャーマにより、1988年にテキサス州ダラスにて設立された。当初、i2のSCMソリューション群は「RHYTHM」ブランドで発売された。1996年に株式上場。1999年、共同創業者のケン・シャーマが死去。彼に因んで、バリューチェーン構築のベストプラクティス・ユーザーを表彰するケン・シャーマ賞が設立された。2000年にはB2Bソリューション企業のAspect Developmentを、2001年にはe-procurement関連企業のRightWorksを買収した。日本法人は1996年に開設。2008年8月、同業のJDA Softwareによる買収がアナウンスされ、当初、同年第4四半期に買収が完了する予定であったが、11月末に解消。再びSCM専業の独立企業として活動することとなった。2009年11月、JDA Softwareによって、再度買収のアナウンスが成される。2010年1月29日に統合。日本オフィスは同年7月26日に中目黒GTタワーへの引っ越しに伴い統合。JDA Softwareは2006年に買収したマニュジスティックスと合わせてi2を統合し、SCM専業としての総合力を強化している。
サプライチェーンマネジメントソリューショントッププロバイダ。SCMという概念を広く普及させた会社。本社：アメリカ合衆国テキサス州ダラス。1996年に日本進出。日本支社は恵比寿ガーデンプレイス16階。主な顧客：東芝・パナソニック・NEC・日立製作所・富士通。多様な計画立案アルゴリズムを実装したソフトウェアを軸にビジネスを伸長。米国ITバブルの追い風の元、拡張路線を展開し、ソリューションラインアップを広げたが、2001年以降の米バブル崩壊の影響を受け、路線を転換。ソリューション導入のみならず、SCMビジネスモデル立案から、効果刈り取り、更には拡張・進化の支援まで、サプライチェーンマネジメントに関わる全ての局面において、多様なソリューションを提供。同社OBの多くは、実業界、コンサルティング業界等で活躍。